# Incodynerus vilcanotae
Incodynerus vilcanotae är en stekelart som först beskrevs av Edoardo Zavattari 1912.
Incodynerus vilcanotae ingår i släktet Incodynerus och familjen Eumenidae. Inga underarter finns listade i Catalogue of Life.